# Power snooker
Power snooker je različica snookerja, ki so jo pri svetovni zvezi World Snooker javnosti prvič predstavili leta 2010. Od klasičnega snookerja se razlikuje v dveh novostih: trajanje dvoboja je omejeno s časom na 30 minut in zmagovalca dvoboja določi seštevek dobljenih točk in ne dobljenih framov.  Odgovorni pri Svetovni zvezi, na čelu z Barryjem Hearnom, so želeli z vpeljavo power snookerja v šport pripeljati več dinamike in akcije ter obenem pritegniti mlado občinstvo. 
Prvi turnir v power snookerju bo potekal 30. oktobra 2010 v londonskem klubu indigO2. Na turnirju naj bi ob Ronnieju O'Sullivanu sodelovali še Neil Robertson, Ding Junhui, Mark Selby, Ali Carter, Shaun Murphy, Luca Brecel in Jimmy White.  Televizijske pravice za turnir so pripadle televizijski hiši ITV, ki se je tako v prenose snookerja vrnila prvič po letu 2001. Če bo turnir uspešen, organizatorji napovedujejo nadaljnje turnirje na Kitajskem, v Singapurju, Nemčiji in na Srednjem vzhodu, finale pa naj bi še vedno gostil londonski indigO2. 
Za povečanje komunikacije z gledalci naj bi igralci nosili mikrofone. 

## Pravila
Pravila igralce pozivajo k hitrejši igri. 
- Na mizo je v obliki romba postavljenih le 9 rdečih krogel, najvišja rdeča krogla pa se dotika rožnate krogle (glej sliko).
- Srednja rdeča krogla je znana kot "power krogla." Ko kateri koli od igralcev power kroglo pospravi v žep, sledi obdobje 2 minut "power playa," ko se vse točke podvojijo. Če igralec v času teh dveh minut zgreši in mora mizo prepustiti nasprotniku, se power play ne prekine.
- Vsak dvoboj traja 30 minut.
- Igralci imajo za udarec na voljo 20 sekund.
- Če igralec udarca ne izvrši v predpisanih 20 sekundah, ostane pri mizi, le da se mu s točkovnega konta odšteje 20 točk. Igralec mora tako udarec izvesti v nadaljnjih 20 sekund, sicer se mu zopet odšteje 20 točk.
- Ura (30 minut) se začne s prvim udarcem v framu in konča, ko ni na mizi nobene krogle več.
- Če igralec z uvodnim udarcem doseže, da se dve ali več rdečih krogel dotakne roba mize, sme ostati pri mizi in odigrati naslednji udarec.
- Območje za belo črto (v katerem je tudi polkrog) se imenuje "power zone." Vrednost vsake zadete barvne krogle izza te črte se podvoji oziroma početveri v času 2 minut power playa.
- Igralec dobi za vsak niz 100 točk 50 točk bonusa. Če igralec niz 100 točk ponovi v drugem zaporednem nizu, dobi 100 točk bonusa (skupaj 150). Če igralec še v tretjem zaporednem nizu doseže več kot 100 točk, dobi 200 točk bonusa, itn.
- Na mizi je toliko krogel, da igralci ob popolni igri dosežejo zgolj 99 točk (9x1 + 9x7 + 27 = 99). Nizi 100 točk so tako možni le s pomočjo trajanja power playa ali območja power zone.
- Če igralec napravi napako (foul), pride na mizo nasprotnik, ki sme belo kroglo pospraviti kamor koli v območje power zone.